# Scotopteryx inflexa
Scotopteryx inflexa är en fjärilsart som beskrevs av Paul Dognin 1914. Scotopteryx inflexa ingår i släktet backmätare, och familjen mätare. Inga underarter finns listade.